# Telitoxicum krukovii
Telitoxicum krukovii är en tvåhjärtbladig växtart som beskrevs av Harold Norman Moldenke. Telitoxicum krukovii ingår i släktet Telitoxicum och familjen Menispermaceae. Inga underarter finns listade i Catalogue of Life.